# Euproctis magniplaga
Euproctis magniplaga är en fjärilsart som beskrevs av M.Gaede 1932. Euproctis magniplaga ingår i släktet Euproctis och familjen tofsspinnare. Inga underarter finns listade i Catalogue of Life.